# كارولين إليس
كارولين إليس (بالإنجليزية: Carolyn Ellis)‏ هي عالمة اجتماع أمريكية، ولدت في القرن العشرين.